# Adrian Turczynowicz
Adrian Turczynowicz pseud. „Andrzej” (ur. 28 września 1902 w Złoczewie, zm. 23 grudnia 1979 w Gdyni) – polski działacz społeczny, dziennikarz, literat, reżyser teatralny, redaktor prasy konspiracyjnej. Podczas II wojny światowej członek Wysokiej Rady Kujawskiego Związku Polityczno-Literackiego „Zew” (KZPL) oraz twórca i lider Kujawskiego Stowarzyszenia Społeczno-Literackiego (KSSL).
Był członkiem Związku Dziennikarzy Polskich oraz Związku Autorów i Kompozytorów Scenicznych.
Ojciec działaczki harcerskiej Danuty Turczynowicz.

## Życiorys
Był synem Aleksandra, adwokata i sekretarza sądowego w Złoczewie oraz Marii Olgi
z domu Wende.
Należał do POW. W dniach 10 i 11 listopada 1918 brał udział w rozbrajaniu Niemców w Złoczewie.
W 1938 wraz z żoną i czworgiem dzieci zamieszkała we Włocławku, gdzie pracował jako dyrektor i nauczyciel w Zakładzie Szkolenia Organistów oraz jako sekretarz w Akcji Katolickiej i redaktor w miejscowej prasie katolickiej. 

### II wojna światowa
W okresie okupacji niemieckiej był członkiem organizacji konspiracyjnej Kujawski Związek Polityczno-Literacki „Zew” (KZPL). Po rozłamie w KZPL do którego doszło w sierpniu 1940 roku, odszedł do nowo utworzonego Kujawskiego Stowarzyszenia Społeczno-Literackiego (KSSL), którego był również przywódcą. 
Po aresztowaniu przywódcy KZPL – Eugeniusza Karola Kłosowskiego pod koniec lutego 1941 roku, wraz z innymi przywódcami KSSL zdecydował się na ukrycie. Za Turczynowiczem, Aleksym Lasińskim i Stanisławem Piekarowiczem, Niemcy wystawili listy gończe.
Od początku 1943 do końca wojny współpracował z Szarymi Szeregami, w których włocławskiej komendzie współodpowiadał za tajne nauczanie w zakresie szkoły powszechnej i propagandę. Rozkazem Komendy Szarych Szeregów z dnia 1 sierpnia 1944 roku został mianowany harcmistrzem. 

### Okres powojenny

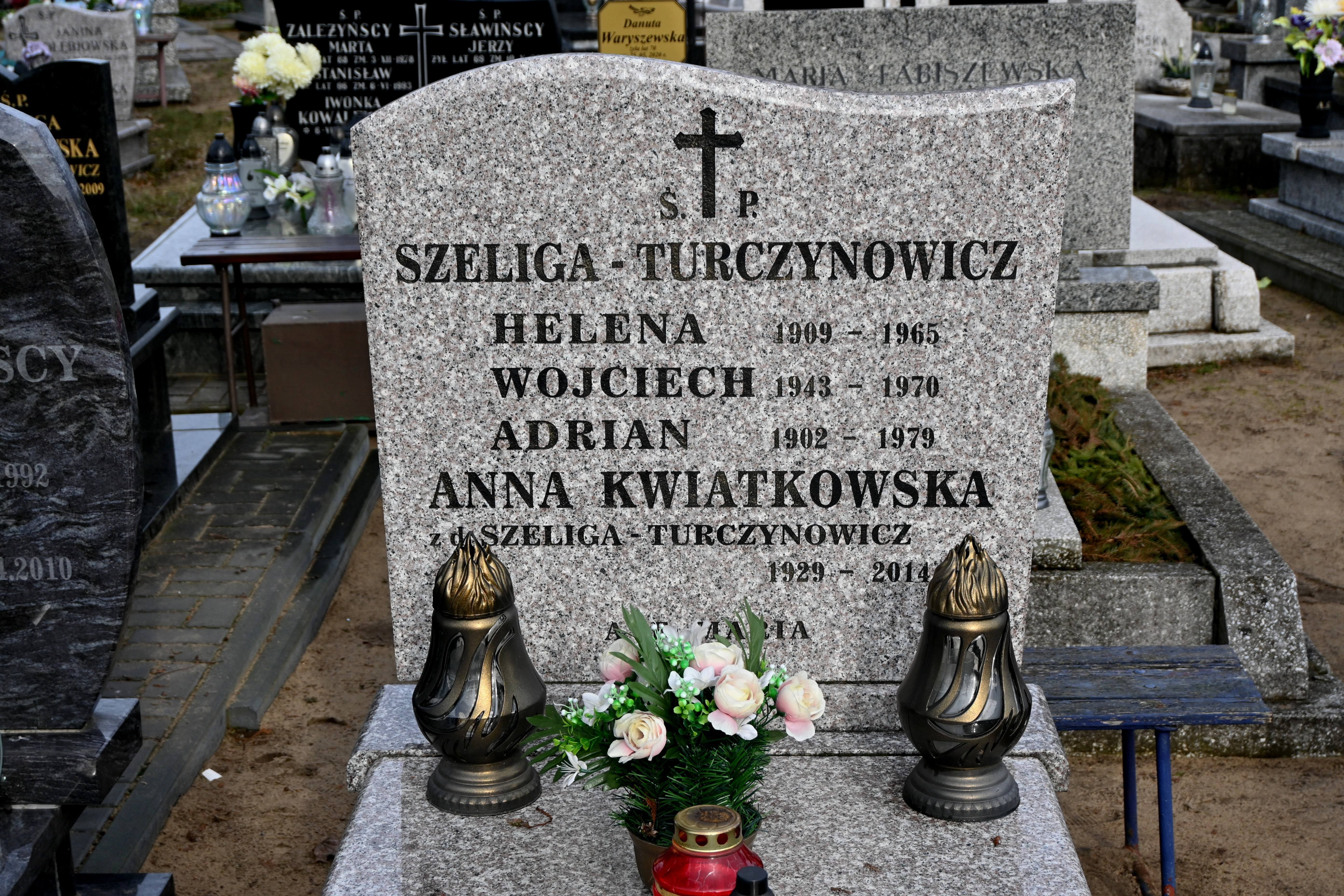
Grób Adriana Turczynowicza na Cmentarzu Komunalnym we Włocławku

Po wyzwoleniu Włocławska, był organizatorem i redaktorem naczelnym „Wiadomości Włocławskich”, ukazujących się od 25 stycznia 1945 i przemianowanych w dniu 1 stycznia 1946 na „Gazetę Kujawską”. Jednocześnie współpracował z lokalną prasą katolicką w tym z „Ładem Bożym”, którego redaktorem naczelnym był ks. Stefan Wyszyński.
W latach 1945—1948 był kierownikiem Teatru Ziemi Kujawskiej, który współtworzył ze Zdzisławem Arentowiczem i Czesławem Andrzejkowiczem. W ramach teatru, wystawił dwie własne sztuki pt. Frak oraz Na progu.
Od grudnia 1945 był członkiem Stronnictwa Pracy. 
Zmarł 23 grudnia 1979 w Gdyni. Został pochowany na Cmentarzu Komunalnym we Włocławku (Sektor: 84A / rząd: 26 / numer grobu: 899).

## Wybrane odznaczenia
- Krzyż Komandorski z Gwiazdą Orderu Odrodzenia Polski[2],
- Krzyż Virtuti Militari kl. V[2],
- Srebrny Krzyż Zasługi (1946)[6]